# Martin Mijwaart
Martin Mijwaart (Nederhorst den Berg, 2 de julio de 1941) es un expiloto holandés de motociclismo, que participó en el Campeonato del Mundo de Motociclismo desde 1966 hasta 1970.
Su carrera estuvo la corrió prácticamente en una sola cilindrada (50cc) y siempre con la misma escudería (Jamathi). Su mejor temporada fue en 1970 cuando acabó séptimo en la categoría general de 50cc.

## Resultados en el Campeonato del Mundo
Sistema de puntuación desde 1950 hasta 1968:
| Posición | 1 | 2 | 3 | 4 | 5 | 6 |
| Puntos   | 8 | 6 | 4 | 3 | 2 | 1 |

Sistema de puntuación desde 1969 en adelante:
| Posición | 1  | 2  | 3  | 4 | 5 | 6 | 7 | 8 | 9 | 10 |
| Puntos   | 15 | 12 | 10 | 8 | 6 | 5 | 4 | 3 | 2 | 1  |

(Carreras en negrita indica pole position; carreras en cursiva indica vuelta rápida)
| Año  | Cat. | Moto    | 1       | 2     | 3     | 4      | 5      | 6     | 7     | 8     | 9       | 10    | 11      | 12    | Pts. | Pos. |
| ---- | ---- | ------- | ------- | ----- | ----- | ------ | ------ | ----- | ----- | ----- | ------- | ----- | ------- | ----- | ---- | ---- |
| 1966 | 50cc | Jamathi | ESP -   | GER - |       | NED 9  |        |       |       |       | IOM -   | NAT - | JPN -   |       | 0    | -    |
| 1967 | 50cc | Jamathi | ESP -   | GER - | FRA - | IOM -  | NED 7  | BEL - |       |       |         |       |         | JPN - | 0    | -    |
| 1968 | 50cc | Jamathi | GER Ret | ESP - | IOM - | NED 14 | BEL 5  |       |       |       |         |       |         |       | 2    | 17.º |
| 1969 | 50cc | Jamathi | ESP -   | GER - | FRA - |        | NED -  | BEL 6 | RDA - | CZE 6 | ULS Ret | NAT - | YUG 4   |       | 18   | 10.º |
| 1970 | 50cc | Jamathi | GER 17  | FRA 5 | YUG 5 |        | NED 16 | BEL 5 | RDA 4 | CZE 4 | ULS 5   | NAT 6 | ESP Ret |       | 45   | 7.º  |